# Kazimierz Władysław Kumaniecki

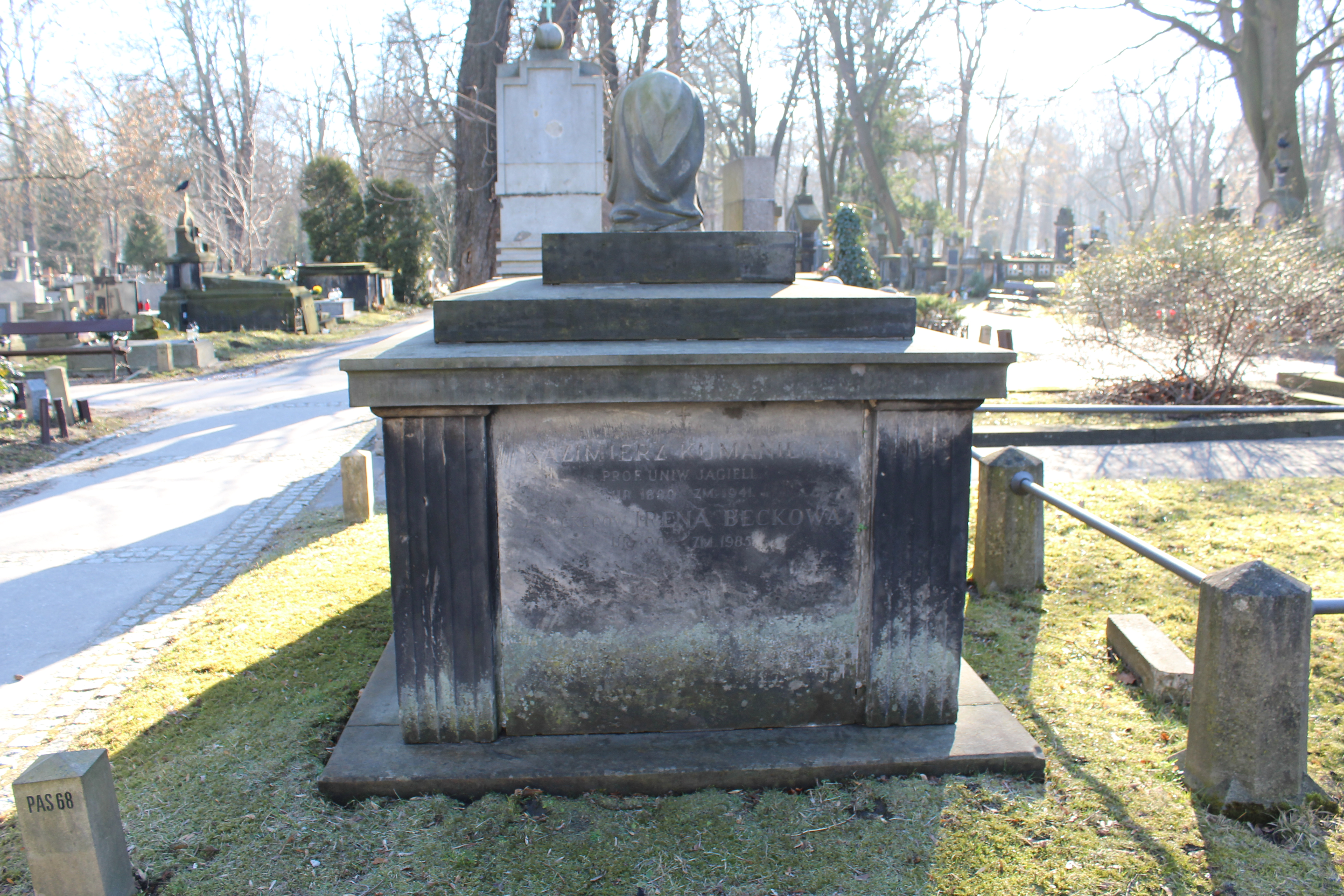
Grobowiec Kazimierza Kumanieckiego

Kazimierz Władysław Kumaniecki (ur. 26 czerwca 1880 w Radziechowie, zm. 1 lipca 1941 w Krakowie) – polski prawnik, myśliciel polityczny, profesor Uniwersytetu Jagiellońskiego, specjalista w dziedzinie prawa administracyjnego, minister wyznań religijnych i oświecenia publicznego w rządzie Juliana Nowaka (1922), major piechoty Wojska Polskiego.

## Życiorys
Urodził się w rodzinie urzędniczej Jana i Pauli z Grimów. Kształcił się w C.K. Gimnazjum w Złoczowie, gdzie w 1898 zdał egzamin dojrzałości. Po jego ukończeniu rozpoczął studia na Wydziale Filozoficznym Uniwersytetu Jagiellońskiego. Po pół roku studiowania przeniósł się na Wydział Prawa i Administracji UJ. Studia ukończył w 1902 r. Po zakończeniu studiów na UJ odbył dwuletnią służbę wojskową w 13. Pułku Piechoty. Został przydzielony do rezerwy Galicyjskiego Pułku Piechoty Nr 20 w Krakowie. Następnie w 1904 r. uzyskał stopień doktora prawa i rozpoczął pracę w krakowskim magistracie w referacie praw społecznych. Rok później wyjechał do Niemiec, gdzie studiował w Monachium i Lipsku, głównie naukę administracji i prawo administracyjne. Kilka lat później awansował w pracy na dyrektora miejskiego Biura Statystycznego w Krakowie. W 1911 r. habilitował się w z zakresu statystyki na UJ. W tym samym roku rozpoczął wykłady także w Szkole Nauk Politycznych. Tego samego roku został przeniesiony w rezerwie do 35 Pułku Piechoty Obrony Krajowej w Złoczowie.Na stopień porucznika rezerwy został mianowany ze starszeństwem z 1 maja 1913. W lutym 1917 r. został mianowany profesorem nadzwyczajnym nauki administracji, prawa administracyjnego i statystyki na UJ.

### Wielka Wojna
Wraz z wybuchem konfliktu zbrojnego został zmobilizowany do armii austriackiej i awansowany do stopnia kapitana. Do kwietnia 1916 r. pełnił służbę w twierdzy krakowskiej jako komendant dworca kolejowego w Krakowie. Następnie został przydzielony do Krajowego Komisariatu Cywilnego Wojskowego Zarządu Okupacyjnego w Lublinie. Na ziemiach zajętych przez państwa centralne pełnił funkcję szefa referatu dla spraw robotniczych i statystycznych. W październiku 1918 r. został wysłany do Krakowa do Polskiej Komisji Likwidacyjnej. Do Lublina już nie powrócił. Za sprawą dziekana Wydziału Prawa i Administracji UJ Stanisława Estreichera został z tego obowiązku zwolniony i 31 października 1918 r. zdemobilizowany. Powrócił do Krakowa i podjął działalność w Stronnictwie Prawicy Narodowej.

### II Rzeczpospolita
W odrodzonej Polsce w kwietniu 1919 r. otrzymał mianowanie na profesora zwyczajnego na UJ. Podczas wojny z sowietami 1920 r. został zmobilizowany do Korpusu Sądowego. Na skutek interwencji prorektora UJ Estreichera nie został wcielony do wojska. W roku akademickim 1921/1922 pełnił funkcję dziekana Wydziału Prawa i Administracji UJ.
21 sierpnia 1922 r. Kumaniecki został mianowany na funkcję ministra wyznań religijnych i oświecenia publicznego w rządzie Juliana Nowaka. Jedną z ważniejszych decyzji, jakie podjął w tym czasie, było rozciągniecie mocy dekretu z lutego 1919 r. dotyczącego kształcenia nauczycieli szkół powszechnych, ustawy z maja 1919 r. dotyczącej ustalania i wynagradzania nauczycieli publicznych szkół powszechnych oraz ustawy z lipca 1920 r., dotyczącej uposażenia nauczycieli publicznych szkół powszechnych, inspektorów i zastępców inspektorów szkolnych na województwa nowogródzkie, poleskie i wołyńskie, część białostockiego, a także Ziemię Wileńską. Istotną ustawą dla organizacji szkolnictwa w odradzającym się państwie była przyjęta we wrześniu 1922 r. ustawa dotycząca kwalifikacji zawodowych do nauczania w szkołach średnich ogólnokształcących i państwowych oraz prywatnych seminariach nauczycielskich. W ustawie znalazł się termin graniczny zdobycia kwalifikacji zawodowych. W przypadku ich nieuzyskania do tego czasu groziła utrata praw do nauczania w tych szkołach. Na polu rozwoju szkolnictwa zawodowego ważnymi działaniami, które podjął Kumaniecki, było opracowanie statutu państwowych szkół mierniczych oraz otwarcie Państwowej Szkoły Przemysłu Drzewnego w Białowieży przygotowującej pod kątem teoretycznym i praktycznym do pracy w przemyśle zajmującym się przeróbką drewna. W okresie kierowania przez niego ministerstwem weszła w życie ustawa z września 1922 r. regulująca zdobycie tytułu inżyniera. Uporządkowano również organizację studiów z zakresu prawa na uniwersytetach państwowych. Na jego wniosek Rada Ministrów w listopadzie 1922 r. wydała statut Szkoły Sztuk Pięknych w Warszawie, która po zamknięciu od 1920 r. przeszła pod władzę ministerstwa. W tym czasie uporządkowano także kwestię relacji urzędników administracji szkolnej względem organizacji nauczycielskich. Zostali oni zobowiązani do bezstronności i równego traktowania wszystkich organizacji nauczycielskich. Kumaniecki wprowadził istotne przepisy dotyczące zdrowia młodzieży szkolnej. Ich rozwój fizyczny mieli kontrolować lekarze szkolni. Do ich zadań należało zwracanie uwagi na stan zdrowia ucznia, wykrywanie ewentualnych wad wymagających leczenia i prowadzenie odpowiedniej dokumentacji. W okresie urzędowania Kumanieckiego pod jego nadzorem prowadzone były rozmowy z przedstawicielami Stolicy Apostolskiej w sprawie konkordatu. Urząd ministra sprawował do 14 grudnia 1922 r., lecz jeszcze przez dwa dni wykonywał obowiązki szefa resortu.
Po odejściu z rządy wrócił do pracy naukowej. Wykładał nie tylko na UJ, ale także w Szkole Nauk Politycznych w Krakowie oraz Wyższym Studium Handlowym. W 1925 r. został członkiem Trybunału Kompetencyjnego, który rozstrzygał spory pomiędzy organami administracji a sądami. We wrześniu 1928 r. z ramienia rządu polskiego został członkiem Sądu Rozjemczego polsko-czechosłowackiego. W 1931 r. ponownie został dziekanem Wydziału Prawa i Administracji UJ. Kumaniecki aktywnie angażował się w działania towarzystw naukowych. Był jednym z założycieli Towarzystwa Filozoficznego. Uczestniczył w pracach Towarzystwa Prawniczego i Ekonomicznego. Należał do Komisji Statystycznej Akademii Umiejętności. Brał czynny udział w międzynarodowym życiu naukowym. Był członkiem korespondentem Centralnej Komisji Statystycznej w Wiedniu. Przewodniczył w 1933 r. Zjazdowi Prawników Słowiańskich w Bratysławie. Otrzymał także tytuł doktora honoris causa uniwersytetu w Bratysławie.
W 1931 r. Kumaniecki powrócił do samorządu krakowskiego. Po rozwiązaniu przez wojewodę Małopolski rady i powierzeniu jej obowiązków prezydentowi miasta i tzw. radzie przybocznej objął w niej kierownictwo sekcji prawniczej. Z jego inicjatywy została ona zastąpiona Tymczasową Radą Miejską z uprawnieniami rady z wyboru. W grudniu 1933 r. po wejściu w życie nowej ustawy samorządowej został wybrany do Rady Miasta z listy sanacyjnego Bezpartyjnego Bloku Pracy Gospodarczej. Przewodniczył Komisji Finansowo-Budżetowej i Miejskiej Komisji Teatralnej. Wchodził w skład Komisji Regulaminowo-Prawniczej i Statystycznej. Kreował politykę samorządową. Po rezygnacji prezydenta Władysława Beliny-Prażmowskiego zgłosił kandydaturę jego następcy, Michała Kaplickiego. Miał bardzo pragmatyczny stosunek do swojej działalności w samorządzie krakowskim. Wskazywał na konieczność realizacji konkretnych celów służących poprawie komfortu życia mieszkańców, odżegnując się od sporów ideowych. W tym czasie nie należał do żadnej partii politycznej. Nadal był związany ze środowiskiem konserwatystów krakowskich skupionym wokół „Czasu”. Brał udział w tzw. obiadach, które były spotkaniami relacjonowanymi na łamach tego dziennika, na których ludzie związani z tym środowiskiem dyskutowali o różnych problemach. Po śmierci Józefa Piłsudskiego wsparł obóz marszałka prezydenta Ignacego Mościckiego i Edwarda Śmigłego-Rydza. W kwietniu 1937 r. wziął udział w zebraniu organizacyjnym sekcji miejskiej Obozu Zjednoczenia Narodowego w Krakowie. Wszedł do rady zarządu, którą wyznaczył płk. Adam Koc.

### II wojna światowa
Podczas okupacji niemieckiej pozostał w Krakowie. Uniknął aresztowania razem z innymi profesorami UJ podczas Sonderaktion Krakau 6 listopada 1939, gdyż powrócił do domu na widok policji niemieckiej. Przyłączył się do powstałej w maju 1940 r. konspiracyjnej organizacji o charakterze elitarnym i kadrowym „Unia”.
Zmarł 1 lipca 1941 r. Został pochowany na cmentarzu Rakowickim w Krakowie (Kwatera: PAS 68, rząd wschodni).

## Życie prywatne
Był ojcem Kazimierza Feliksa Kumanieckiego.

## Publikacje
- Akt administracyjny (1913)[13]
- Ustrój władz samorządowych na ziemiach Polski w zarysie (1921)[14]
- Centralizm i decentralizacja (1922)[15]
- Odbudowa państwowości polskiej (1924)[16]
- W poszukiwaniu suwerena. Wybór pism (red. B. Szlachta, M. Zakrzewski), (2006)

## Ordery i odznaczenia
- Krzyż Komandorski z Gwiazdą Orderu Odrodzenia Polski (9 listopada 1932)[17]
- Krzyż Komandorski Orderu Odrodzenia Polski[18]
- Złoty Krzyż Zasługi (11 listopada 1936)[19]
- Krzyż Komandorski Orderu Legii Honorowej (Francja)[18]
- Krzyż Kawalerski Orderu Franciszka Józefa (Austro-Węgry, 1917)[20]
- Signum Laudis Brązowy Medal Zasługi Wojskowej na wstążce Krzyża Zasługi Wojskowej (Austro-Węgry)